# Pioneer 3

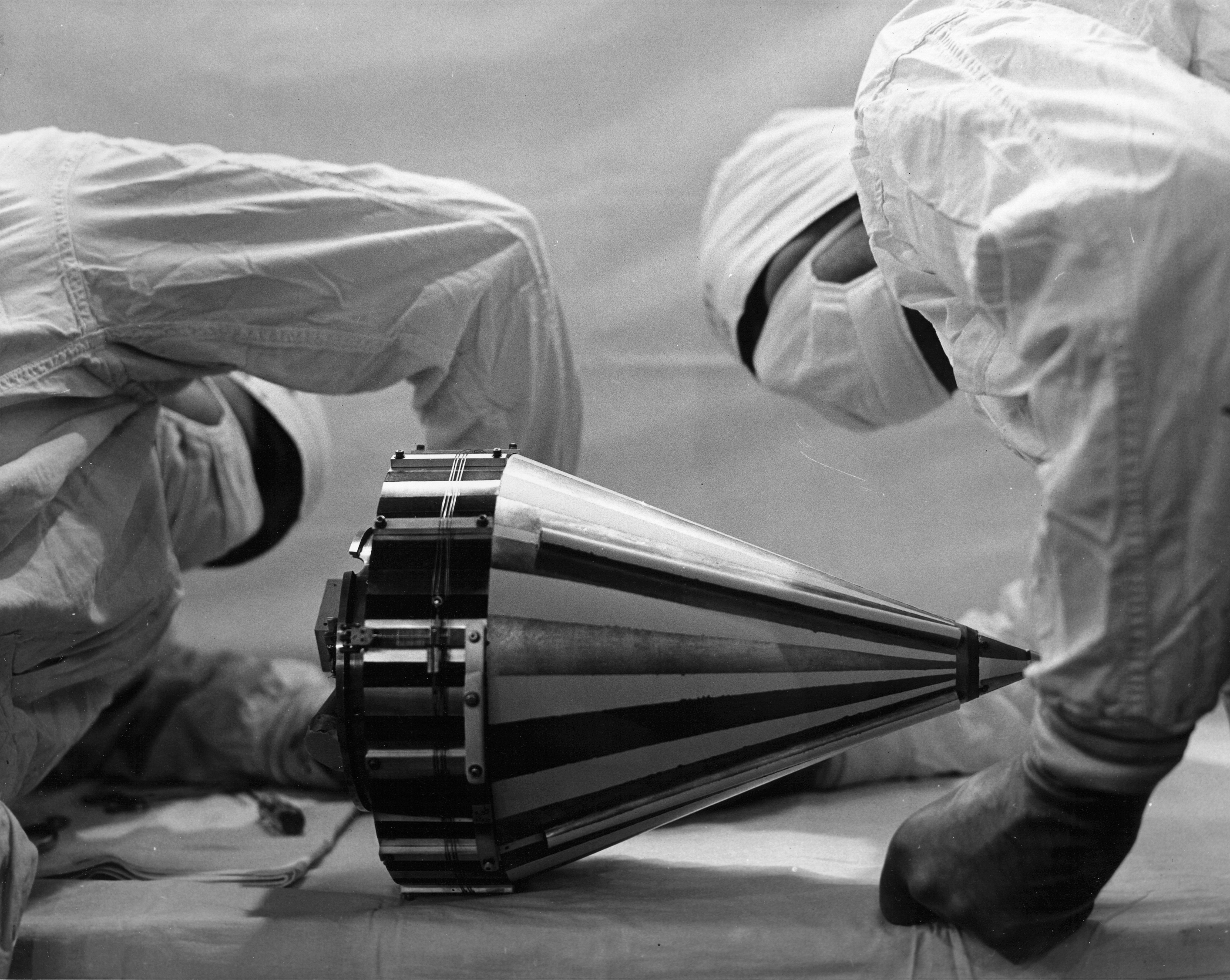
O Pioneer 3 sendo inspecionado, antes do envio para o Centro de lançamento de Cabo Canaveral.

A Pioneer 3 foi uma sonda espacial, em formato de cone e estabilizada por rotação, de origem Norte americana.
Foi lançada pela ABMA em conjunto com a recém criada NASA, em 6 de Dezembro de 1958, usando como lançador o foguete Juno II.
Devido a um problema no primeiro estágio do veículo lançador, a Pioneer 3 não alcançou a órbita lunar, atingindo 102 360 km de altitude,
antes de reentrar na atmosfera, terminando portanto a missão, com o status de falha.
Apesar da Pioneer 3, não ter atingido o seu objetivo primário, obteve informações importantes sobre o Cinturão de Van Allen, que era o
seu objetivo secundário. As informações obtidas por ela, em conjunto com as obtidas pelas sondas: Explorer 1 e Explorer 3,
lavaram à descoberta de um segundo anel de radiação ao redor da Terra.